# Liste der Kulturdenkmäler in Eichenrod
Die folgende Liste enthält die in der Denkmaltopographie ausgewiesenen Kulturdenkmäler auf dem Gebiet des Ortsteils Eichenrod der Gemeinde Lautertal (Vogelsberg), Vogelsbergkreis, Hessen.
Hinweis: Die Reihenfolge der Denkmäler in dieser Liste orientiert sich an der Anschrift, alternativ ist sie auch nach der Bezeichnung, der vom Landesamt für Denkmalpflege vergebenen Nummer oder der Bauzeit sortierbar.
Kulturdenkmäler werden fortlaufend im Denkmalverzeichnis des Landes Hessen durch das Landesamt für Denkmalpflege Hessen auf Basis des Hessischen Denkmalschutzgesetzes (HDSchG) geführt. Die Schutzwürdigkeit eines Kulturdenkmals hängt nicht von der Eintragung in das Denkmalverzeichnis des Landes Hessen oder der Veröffentlichung in der Denkmaltopographie ab.

Die bisher bekannten Bau- und Kunstdenkmäler hat das Landesamt für Denkmalpflege Hessen in sogenannten Arbeitslisten erfasst. Den Arbeitslisten liegen Erkenntnisse aus Akten, Ortsbegehungen und Denkmalinventaren, jedoch keine neuere systematische Forschung, zugrunde. Die Benehmensherstellung mit der Gemeinde gemäß § 11 Abs. 1 HDSchG ist noch nicht erfolgt.
Das Vorhandensein oder Fehlen eines Objekts in dieser Liste ist keine rechtsverbindliche Auskunft darüber, ob es Kulturdenkmal ist oder nicht: Diese Liste entspricht möglicherweise nicht dem aktuellen Stand der offiziellen Denkmaltopographie. Diese ist für Hessen in den entsprechenden Bänden der Denkmaltopographie Bundesrepublik Deutschland und im Internet unter DenkXweb – Kulturdenkmäler in Hessen einsehbar. Auch diese Quellen sind, obwohl sie durch das Landesamt für Denkmalpflege Hessen aktualisiert werden, nicht immer aktuell, da es im Denkmalbestand immer wieder Änderungen gibt.
Eine verbindliche Auskunft erteilt allein das Landesamt für Denkmalpflege Hessen.
Nutze diese Kartenansicht, um Koordinaten in der Liste zu setzen. In dieser Kartenansicht sind Kulturdenkmale ohne Koordinaten mit einem roten bzw. orangen Marker dargestellt und können in der Karte gesetzt werden. Kulturdenkmale ohne Bild sind mit einem blauen bzw. roten Marker gekennzeichnet, Kulturdenkmale mit Bild mit einem grünen bzw. orangen Marker.
| Bild                        | Bezeichnung             | Lage                                                                                    | Beschreibung | Bauzeit | Objekt-Nr. |
| --------------------------- | ----------------------- | --------------------------------------------------------------------------------------- | ------------ | ------- | ---------- |
| Bergstraße 1                |                         | Bergstraße 1 LageFlur: 1, Flurstück: 99/1                                               |              |         | 123309 DDB |
| Bergstraße 2                |                         | Bergstraße 2 LageFlur: 1, Flurstück: 62/1                                               |              |         | 123315 DDB |
| Bergstraße 3                |                         | Bergstraße 3 LageFlur: 1, Flurstück: 98/1                                               |              |         | 123316 DDB |
| Bergstraße 4                |                         | Bergstraße 4 LageFlur: 1, Flurstück: 63/1                                               |              |         | 123314 DDB |
| Bergstraße 5                |                         | Bergstraße 5 LageFlur: 1, Flurstück: 95                                                 |              |         | 123317 DDB |
| Bergstraße 7                |                         | Bergstraße 7 LageFlur: 1, Flurstück: 94                                                 |              |         | 123313 DDB |
| Ehemalige „Obere Mühle“     | Ehemalige „Obere Mühle“ | Bergstraße 10, Mühlgraben, Eisenbach LageFlur: 1, Flurstück: 21/4, 85, 86/2, 86/4       |              |         | 123311 DDB |
| Schlitzbachbrücke · Ansicht | Schlitzbachbrücke       | Eisenbach, Schlitzbachstraße 2, Bergstraße LageFlur: 1, Flurstück: 21/4, 67, 69/1, 75/1 |              |         | 124436 DDB |
| Ehemalige Schule            | Ehemalige Schule        | Herbsteiner Weg 11 LageFlur: 1, Flurstück: 41                                           |              |         | 123312 DDB |
| Mühlstraße 6                |                         | Mühlstraße 6 LageFlur: 1, Flurstück: 107/1                                              |              |         | 123318 DDB |
| Mühlstraße 10               |                         | Mühlstraße 10 LageFlur: 1, Flurstück: 108/1                                             |              |         | 123310 DDB |